# Чемпионат СССР по боксу 1990
Чемпионат СССР по боксу 1990 года — 56-й чемпионат СССР по боксу проходил 19 — 28 января в Луцке (Украинская ССР).

## Медалисты
| Весовая категория                   | Золото                        | Серебро                     | Бронза                                             |
| ----------------------------------- | ----------------------------- | --------------------------- | -------------------------------------------------- |
| Первый наилегчайший вес (до 48 кг)  | Каримжан Абдрахманов Алма-Ата | Анатолий Филиппов Чита      | Рудик Казанджян Тбилиси Кенешбек Дюйшеев Фрунзе    |
| Второй наилегчайший вес (до 51 кг)  | Джамбулат Мутаев Ленинград    | Нурлан Калыбаев Алма-Ата    | Марадек Жусупов Алма-Ата Есболат Нурманов Алма-Ата |
| Легчайший вес (до 54 кг)            | Тимофей Скрябин Кишинёв       | Альберт Пакеев РСФСР        | Жуматай Тусупов Алма-Ата Самуэль Галоян Ереван     |
| Полулёгкий вес (до 57 кг)           | Фаат Гатин Казань             | Вадим Присяжнюк Алма-Ата    | Сергей Переславцев РСФСР Галвез Сафарян Ереван     |
| Лёгкий вес (до 60 кг)               | Мехак Казарян Ленинакан       | Артур Григорян Ташкент      | Армен Геворкян Ереван Б. Анабаев Алма-Ата          |
| Первый полусредний вес (до 63,5 кг) | Константин Цзю Серов          | Александр Банин Минск       | Асят Галеев Уфа Василий Кирилов Ленинград          |
| Второй полусредний вес (до 67 кг)   | Владимир Ерещенко Воронеж     | Роберт Имамов Ленинград     | Малик Агаев Баку Игорь Яренко Киев                 |
| Первый средний вес (до 71 кг)       | Александр Лебзяк Магадан      | Дмитрий Корсун РСФСР        | Владимир Втулкин РСФСР Сергей Самойлов Якутск      |
| Второй средний вес (до 75 кг)       | Ростислав Зауличный Львов     | Александр Давиденко Киев    | Олег Заболотских Фрунзе Игорь Бунин Ташкент        |
| Полутяжёлый вес (до 81 кг)          | Сергей Бражников РСФСР        | Дмитрий Елисеев Макеевка    | Владимир Кравченко РСФСР Сергей Клоков Липецк      |
| Тяжёлый вес (до 91 кг)              | Виктор Акшонов Донецк         | Игорь Шишкин Алма-Ата       | Владимир Березин РСФСР Серик Умирбеков Алма-Ата    |
| Супертяжёлый вес (свыше 91 кг)      | Евгений Белоусов Челябинск    | Михаил Юрченко Талды-Курган | Юрий Елистратов Киев Андрей Аулов Хабаровск        |